# 3 dev adam
3 dev adam (lett. "3 grandi uomini") è un film turco del 1973 diretto da T. Fikret Uçak e noto popolarmente come Turkish Spider-Man o Turkish Captain America. Il film, distribuito il 1º novembre 1973, non era stato approvato dai reali protagonisti della vicenda narrata. Poi, avendo riscosso tanta popolarità all'epoca, ha ispirato successivi film turchi basati su produzioni hollywoodiane.

## Trama
La storia si svolge a Istanbul, dove il pericoloso Örümcek decapita una donna con l' elica di un motoscafo, dopo aver negato di conoscere delle informazioni, la notizia arriva all'Ispettore Orhan, che la comunica a Capitan America, a Santo e a Julia (la fidanzata di Capitan America) che iniziano a discutere sulle azioni criminali fatte dal non tanto amichevole Spider-Man di quartiere, con l'ispettore che suppone ci siano dei collegamenti con la Mafia, ma nella scena successiva Örümcek smentisce la cosa uccidendo un mafioso con un pugnale recitando le seguenti parole "Adios Mafia".
Julia poco dopo inizia a indagare infiltrandosi in una sfilata.
Invece Santo si infiltra in un Dojo, mentre Julia viene rapita da gli sgherri di Örümcek e presa a schiaffi da essi nel loro quartier generale, viene in soccorso il nostro eroe a stelle e strisce, che la salva, poco dopo si palesa Örümcek, che fa istantaneamente partire un'inseguimento, con tanto di anziano sotto effetti di alcol che quando vede Örümcek scappare, procede a incolpare l'alcolico che ha in mano, procedendo a fuggire quando dal muretto dove era seduto, scende Capitan America, continuando l'insegnamento che si interrompe quando Örümcek, trova una macchina e scappa con Capitan America che prova a inseguirlo fallendo miseramente.
Come citato prima Santo ha fatto irruzione in un Dojo,rubando informazioni al manager del ragno, finendo per scontrarsi con gli altri lottatori, Cap, Julia e l'ispettore che sono sulle tracce di Nadja(la fidanzata di Örümcek) non trovando nulla, ma fortunatamente Il nostro lottatore mascherato preferito porta le informazioni trovate nella sede, nel mentre Örümcek si fa dare l'indirizzo di una milionaria dal suo manager, facendosi accompagnare da Nadja sotto casa della ricca donna, che per fortuna dello scalamuri è sotto la doccia, dandogli così modo di farla fuori, rubarle un oggetto di valore e ovviamente darsela a gambe, tuttavia Cap scopre su un giornale dell'omicidio, con Nadja e il Criminale Mascherato felici che sia riuscito il piano, finendo poco dopo per scoprire che il manager ha divulgato informazioni a Santo (non di sua spontanea volontà) Örümcek si rifiuta di credere a questa versione dei fatti, pensando di essere stato tradito decide di legarlo e mettergli un tubo negli occhi, con dei topi dentro che gli graffiano gli occhi, facendolo secco, poco dopo Cap e Santo trovano degli sgherri dello scalamuri, sconfiggendoli inconsci che Örümcek ha eliminato una coppia in doccia mentre commettevano atti espliciti poco dopo, i due eroi comunicano all'Ispettore che hanno trovato il luogo dove il Criminale mascherato nascondeva dei dollari truccati. Dopo una battaglia in cui Cap e Santo combattono contro Örümcek scoprendo che possiede dei cloni e che il vero Örümcek è scappato, Julia poi chiama Orhan chiedendogli di raggiungerla, scoprendo dove si trova uno che stava rubando indirizzi, poco dopo Captain america e Santo si infiltrano alla base del Ragno, sconfiggendo i suoi scagnozzi, di cui uno di questi che prova a sparare all'Eroe a stelle e strisce fallendo e colpendo Nadja perché il proiettile finisce per rimbalzare, e dopo una furiosa battaglia con Örümcek, Cap sconfigge lui è tutti i suoi cloni uscendone vittorioso, ritornando da Julia, Orhan e Santo, il film si conclude con Captain america che vede uno con una maschera, pensando che sia Örümcek ma scoprendo che era solo un bambino con una maschera.